# Готфрід V (герцог Нижньої Лотарингії)
Готфрід V Бородань (нім. Gottfried der Bärtige; фр. Godefroid le Barbu; бл. 1060 — 25 січня 1139) — 7-й граф Лувена в 1095—1139 роках (як Готфрід I), 3-й ландграф Брабанту і граф Брюсселя (як Готфрід I), герцог Нижньої Лотарингії в 1106—1128 роках (як Готфрід V, але з врахуванням віцегерцога Готфріда — рахується Готфрідом VI), маркграф Антверпену в 1106—1139 роках (як Готфрід V). Відомий також під призвиськами «Сміливий» (фр. le Courageux) та «Великий» (фр. le Grand).

## Життєпис
Походив з Лувенського дому. Другий син Генріха II, графа Лувена, та Адель Ортен (або Бетюве). Народився близько 1060 року в Левені. У 1078 році втратив батька. У 1095 році після загибелі на лицарському турнірі старшого брата Генріха III успадкував графства Лувен, Брюссель, ландграфство Брабант.
Невдовзі вступив у конфлікт з Отбертом, єпископом Льєжу, через права на графство Бруненгеруц. 1099 року імператор Генріх IV віддав графство єпископу, який, в свою чергу, доручив управління ним Альберту III, графу Намюра.
Згодом Готфрід виступав арбітром у суперечці Генріха III, графа Люксембургу, і Арнольда I, графа Лоона, за право призначення абата Сінт-Трейдену. Зберігав вірність Генріхові IV, при цьому відстоював свої інтереси в Нижній Лотарингії.
У 1102 році він зупинив вторгнення до єпископства Камбре Роберта II, графа Фландрії. Готфрід допоміг єпископу Галшеру зберегти владу над містом. 1105 року оженився на представниці графського роду Шині.
Після смерті 1106 року Генріха IV його наступник, Генріх V вирішив помститися його прихильникам. Він конфіскував герцогство Нижня Лотарингія у Генріха I, графа Лімбурга, а самого герцога ув'язнив. Новим герцогом став Готфрід Левен-Брабантський. Втім граф Лімбурга невдовзі втік з ув'язнення, захопив Аахен й почав війну проти Готфріда V. Втім разом з імператором той примусив Генріха Лімбурзького погодитися укласти мир, за яким Готфрід зберіг Нижню Лотарингію. Натомість Лімбург став герцогством.
У 1114 році, коли Генріх V конфліктував з папою римським Пасхалієм II, Готфрід V (за підбурення останнього) повстав проти імператора. Примирилися вони в 1118 році. Невдовзі Генріх I Плантагенет, король Англії, одружився з донькою Готфріда V, завдяки чому герцог поріднився також з імператором (той був одружений з Матильдою, донькою Генріха I від першого шлюбу). 1117 року помирає його дружина Іда.
У 1119 році після смерті Бодуена VII, графа Фландрії, на його володіння висунули права кілька претендентів, один з яких, Вільгельм Іпрський, був одружений з небогою другої дружини Готфріда V. Тому останній вирішив підтримати претензії Вільгельма. Втім втручання було невдалим, й графом був визнаний Карл Естрідсен. У тому ж році помер єпископ Отберт, чим скористався Готфрід V, втрутившись у суперечку між претендентами.
У 1125 році після смерті імператора Генріх V підтримав Конрада Гогенштауфена, герцога Франконії. Проте було обрано його Лотаря Суплімбурзького. Той позбавив Готфріда титулу герцога Нижньої Лотарингії, який Лотар віддав Валерану, герцогу Лімбурга, синові колишнього суперника Готфріда. Але той відмовився підкорятися, почавши війну з Валераном I. Зрештою 1128 року більшість земель було втрачено, а 1129 року Готфрід зазнав остаточної поразки. Втім він зберіг Антверпенську марку і герцогський титул. З цього часу Нижня Лотарингія фактично розпадається на окремі володіння, а титул стає все більш номінальним.
Вбивство Карла, графа Фландрії, в 1127 році призвело до нової суперечки за це графство. Спочатку перевагу отримав Вільгельм Клітон, але проти нього спалахнуло повстання. Готфрід підтримав претензії Тьєрі Ельзаського, який став графом Фландрії. Готфрід успішно вів бойові дії проти Льїзького єпископства і графства Намюр.
Останні роки Готфрід провів в абатстві Аффлігем. Помер 1139 року і був похований в лівому проході церкви абатства. Йому успадковував старший син Готфрід.

## Родина
1. Дружина — Іда, донька Оттона II, графа Шині
Діти:
- Аделіза (1103—1151), дружина: 1) Генріха I, короля Англії; 2) Вільгельма д'Обіньї, 1-го графа Арундела
- Годфрід (1107—1142), герцог Нижній Лотарингії в 1140—1142 роках
- Клариса (д/н—1140)
- Генріх (д/н—1141), чернець в абатстві Аффлігем.
- Іда (д/н—1162), дружина Арнольда I, графа Клеве

2. Дружина Клеменція, донька Вільгельма I, пфальцграфа Бургундії
дітей не було
Бастард:
- Жоселін (д/н—1180), засновник 2-го дому Персі в Англії